# فرودگاه ایندیگو بی لاج
فرودگاه ایندیگو بی لاج (به انگلیسی: Indigo Bay Lodge Airport) یک فرودگاه همگانی با کد یاتا IBL است که یک باند فرود آسفالت دارد و طول باند آن ۱۳۰۰ متر است. این فرودگاه در کشور موزامبیک قرار دارد .